# Agrochola paradoxa
Agrochola paradoxa là một loài bướm đêm trong họ Noctuidae.